# غويلرمو أورتيز كامارغو
غويلرمو أورتيز كامارغو (بالإسبانية: Guillermo Ortiz Camargo)‏ (25 يونيو 1939 بمدينة مكسيكو في المكسيك - 17 ديسمبر 2009 بمدينة مكسيكو في المكسيك) هو لاعب كرة قدم مكسيكي في مركز الهجوم، شارك في كأس العالم 1962. وشارك مع منتخب المكسيك لكرة القدم. أما مع النوادي، فقد لعب مع نادي نيكاكسا.

## وصلات خارجية
- غويلرمو أورتيز كامارغو على موقع الاتحاد الدولي (مؤرشف)  (الإنجليزية)
- غويلرمو أورتيز كامارغو على موقع ناشيونال فوتبول تيمز (الإنجليزية)
- غويلرمو أورتيز كامارغو على موقع Soccerway.com (الإنجليزية)
- غويلرمو أورتيز كامارغو على موقع عالم كرة القدم.نت (الإنجليزية)